# Mishalpan
Mical (Mishalpan, Upper Nisqually), grana Shahaptian plemena Pswanwapam s gornjeg toka rijeke Nisqually u Washingtonu. Kulturno pripadaju plemenima Platoa. Brojno stanje nepoznato. Prema lokalitetu poznati su i kao Upper Nisqually.